# Ana Zanatti
Ana Maria Zanatti Olival, más conocida como Ana Zanatti (Lisboa, 26 de junio de 1949), es una actriz, escritora y presentadora de televisión portuguesa.

## Trayectoria
Ana Zanatti estudió en el Colégio do Sagrado Coração de Maria, en Lisboa y, más tarde, en el conocido instituto de secundaria el Liceu Pedro Nunes. En la Facultad de Artes de Lisboa, tras estudiar el primer curso de Filología Románica, se matriculó en un curso de Teatro del Conservatorio Nacional.
Tuvo una larga trayectoria en teatro, televisión y cine; Ana Zanatti debutó en 1968 en el Teatro da Trindade, en la Companhia Nacional de Teatro (Companhia de Teatro Popular), año en que también  inició su carrera cinematográfica con la película Estrada da Vida, de Henrique Campos. En 1968, fue  presentadora en RTP, durante 26 años trabajó en innumerables documentales; presentó informativos, concursos; el programa noches de cine, junto con demás programas y espectáculos artísticos. Presentó cinco ediciones del Festival da Canção, algunas de ellas en colaboración con otros presentadores como Eládio Clímaco, Fialho Gouveia, Alice Cruz, Maria Elisa, António Sala, Artur Agostinho, Henrique Mendes. Durante 12 años fue la voz institucional del Canal Odisseia.
En 1975 generó cierta polémica al protagonizar algunas escenas de desnudos en la obra Equus, de Peter Shaffer, que protagonizó junto a Eunice Muñoz y Varela Silva.
En 1982, interpretó el papel más destacado de su carrera cinematográfica, en la película O Lugar do Morto, de António Pedro Vasconcelos, un hito en la historia del cine nacional y una de las películas más vistas por los portugueses. También participó en la primera telenovela portuguesa, Vila Faia.
En 1984  representó a Portugal en la exposición que conmemora la entrada de Portugal y España en la CEE, en Estrasburgo, en el Parlamento Europeo y, ese mismo año, fue una de las 25 mujeres elegidas para representar a Portugal en Bruselas para  trabajar la condición de la mujer dentro de la CEE.
En 1988, fue coautora, con Rosa Lobato de Faria, de la telenovela Passerelle, y a partir de ese momento desarrolló otras obras de autoría, como O Espírito da Cor, (documental de 12 episodios), Cacau da Ribeira ( 10 episodios de ficción), habiendo sido en 2009 coautora y presentadora del programa «Sete Palmos de Testa», de RTP2.
También es autora de letras de canciones interpretadas por varios cantantes, entre ellas «Telepatia», de Lara Li, y otras canciones cantadas por Mafalda Sacchetti, Paulo de Carvalho, Carlos Zel, Dina, Lena d'Água, Alexandra, FF, Chris. Kopke, Ana Roque entre otros.
Ana Zanatti ha sido miembro de varios jurados de cine, tanto de subvenciones estatales como de premios como el de «Mejor Largometraje» en el Festival de Cine Gay y Lésbico de Lisboa en 2006.
En 2009, fue invitada a ser una de las ponentes en la sesión de presentación pública del primer movimiento de la sociedad civil para defender los derechos de los homosexuales a través del matrimonio, celebrada en el Cine São Jorge, en Lisboa, donde hizo pública su homosexualidad. Entre varias declaraciones a periódicos y revistas, la actriz subrayó «que no acepta perder derechos por ser parte de una minoría».
En 2011, editó «Teodorico e as Mães Cegonhas» y realizó locuciones para el juego «Uncharted 3», de Naughty Dog, como la voz de Katerine Marlowe. En mayo de 2013 publicó la novela «¿Y dónde está el amor?». En 2015 participó de la telenovela del SIC «Coração d'Ouro».
En 2016, interpretó a una terapeuta en la serie de RTP «Terapia», la versión portuguesa de «En tratamiento», con Virgílio Castelo. En marzo de 2016 publicó el ensayo «O Sexo Inútil».

## Reconocimientos
- 1980 – Trofeo Nova Gente, premio Revelación en Teatro de Revista
- 1980 - Premio TV Guia, presentador más popular01
- 1984 – Trofeo Nova Gente, Mejor Actriz de Cine
- 1986 - Premio Sete de Ouro, otorgado por el semanario Sete, «Mejor Actriz de Cine» por la película «El lugar del muerto»
- 1986 – Trofeo Nova Gente, “Mejor Actriz de Cine”
- 1997 - Globo de Oro, SIC, «Mejor Actriz de Cine»[8]
- 2009 - Premio Red Ex-Aequo
- 2011 - Premio Arco-Íris, otorgado por la Asociación ILGA Portugal en reconocimiento a su contribución a la lucha contra la discriminación y la homofobia.[9]
- 2012 - Premio Red Ex-Aequo

## Libros
- 2003- Las Señales del Miedo, Ediciones Dom Quijote
- 2005- Gracias por el Beso, Ediciones Dom Quijote
- 2006- El Pueblo de Luz y los Hombres de Sombra - El Secreto de la Granada (literatura infantil) - ilustraciones de Carla Nazareth, Edições Dom Quijote
- 2007- El Pueblo de Luz y los Hombres de Sombra – El Planeta Durmiente (literatura infantil), Ediciones Dom Quijote
- 2008- El Pueblo de Luz y los Hombres de Sombra – La Gran Travesía (literatura infantil), Ediciones Dom Quijote
- 2011- Teodorico y la mamá cigüeñas - ilustraciones de Storytailors[10] (literatura infantil), Edições Alfaguara Objectiva
- 2013- Y donde esta el amor? , Ediciones Guerra y Paz
- 2016- Sexo inútil, Sextante Editora
- 2022- Gatos, misterios ronroneantes, Ediciones Guerra y Paz

#### Colecciones de cuentos
- 2005- 40, Cuarenta, Ediciones Dom Quijote
- 2008- Microcuentos - ed. Pitanga- Antología portuguesa y brasileña
- 2009- Um Rio de Contos (antología de cuentos), Editorial Tágide
- 2009- Trazo a trazo, hacemos vínculos - ed. Nosotros en la línea
- 2014- De Blanco a Negro (cuentos), Ediciones Sextante
- 2023- Nadar contra corriente, incluido en la colección “El respeto por todos no tiene edad, colección Quitando prejuicios, vistiendo inclusión. Edición de la red europea de lucha contra la pobreza

#### Poesía - colecciones
- 2013- Este es mi cuerpo, Ediciones Tea For One
- 2013- 21 Cartas de Amor, Ediciones Abraço
- 2013- Flickers of Shadow 2, (antología), Ediciones Labirinto